# Eleccions al Parlament de Catalunya de 1984
El diumenge, 29 d'abril de 1984 se celebraren les segones eleccions al Parlament de Catalunya després de la recuperació de la democràcia a Espanya, i el restabliment de la Generalitat de Catalunya en 1979. Foren convocades a votar 4.494.340 persones majors de 18 anys i amb dret a vot a Catalunya. Les eleccions serviren per a escollir als 135 parlamentaris de la segona legislatura democràtica. Acudiren a votar 2.892.486 persones, amb una participació del 64,36 per cent, tres punts per sobre de la participació de quatre anys abans.
El partit més votat fou, novament, Convergència i Unió qui, amb 1.346.729 vots (un 46,56 per cent), obtingué 72 escons, 29 més que a les anteriors eleccions, 31 més que la segona força política, el Partit dels Socialistes de Catalunya, cosa que donaria a CiU la majoria absoluta.
Després de la formació del Parlament de Catalunya, el candidat de Convergència i Unió, Jordi Pujol, fou investit President de la Generalitat de Catalunya, per segona vegada consecutiva.

## Sondejos
| Enquesta              | CiU   | PSC-PSOE | PSUC | AP    | ERC  | PCC  | Altres |
| --------------------- | ----- | -------- | ---- | ----- | ---- | ---- | ------ |
| La Vanguardia (01/04) | 20,2% | 23,3%    | 4,9% | 5,3%  | 3,7% | --   | 2,6%   |
| Projecció d'escons    | --    | --       | --   | --    | --   | --   | --     |
| El País (22/04)       | 36,9% | 32,0%    | 8,6% | 9,9%  | 7,3% | 2,3% | 3,0%   |
| Projecció d'escons    | 56-58 | 43-45    | 9-11 | 13-14 | 9-10 | 0    | 0      |
| La Vanguardia (22/04) | 27,9% | 20,1%    | 4,0% | 4,5%  | 2,9% | 1,1% | 3,1%   |
| Projecció d'escons    | 66-68 | 44-46    | 7-8  | 9-10  | 6    | --   | 0-1    |

## Dades generals
- Cens: 4.494.340
- Meses: 6.557
- Votants: 2.892.486 (64,36%)
- Abstenció: 1.601.854 (35,64%)
- Vots:

- Vàlids: 2.877.516 (99,48%)
- a candidatures: 2.863.203 (98,99%)
- en blanc: 14.313 (0,49%)
- nuls: 14.970 (0,52%)

## Resultats
Només es presenten les candidatures amb més de 1.000 vots.
En negreta, els partits de Govern
Resum Resultats Eleccions al Parlament de Catalunya 1984
| Candidatures | Candidatures                                                          | Vots 1984 | % Vot 1984 | Parl. 1984 | Vots 1980 | % Vot 1980 | Parl. 1980 |
| ------------ | --------------------------------------------------------------------- | --------- | ---------- | ---------- | --------- | ---------- | ---------- |
|              | Convergència i Unió (CiU)                                             | 1.346.729 | 46,80      | 72         | 752.943   | 27,83      | 43         |
|              | Partit dels Socialistes de Catalunya (PSC-PSOE)                       | 866.281   | 30,11      | 41         | 606.717   | 22,43      | 33         |
|              | Alianza Popular-Partit Demòcrata Popular-Unió Liberal (AP-PDP-UL)     | 221.601   | 7,70       | 11         | -         | -          | -          |
|              | Partit Socialista Unificat de Catalunya (PSUC)                        | 160.581   | 5,58       | 6          | 507.753   | 18,77      | 25         |
|              | Esquerra Republicana de Catalunya (ERC)                               | 126.943   | 4,41       | 5          | 240.871   | 8,90       | 14         |
|              | Partit dels Comunistes de Catalunya (PCC)                             | 68.836    | 2,39       | 0          | -         | -          | -          |
|              | C.E. Entesa de l'Esquerra Catalana (CEEEC)                            | 35.937    | 1,25       | 0          | -         | -          | -          |
|              | Vèrtex Espanyol de Reivindicació del Desenvolupament Ecològic (VERDE) | 8.714     | 0,30       | 0          | -         | -          | -          |
|              | Partit Socialdemòcrata de Catalunya (PSDC)                            | 6.768     | 0,24       | 0          | -         | -          | -          |
|              | Partido Socialista de los Trabajadores (PST)                          | 5.381     | 0,19       | 0          | -         | -          | -          |
|              | Partit Obrer Socialista Internacionalista (POSI)                      | 3.433     | 0,12       | 0          | -         | -          | -          |
|              | Partit dels Obrers Revolucionaris d'Espanya (PORE)                    | 2.694     | 0,09       | 0          | -         | -          | -          |
|              | Partit Comunista Obrer de Catalunya (PCOC)                            | 2.593     | 0,09       | 0          | 12.963    | 0,48       | 0          |
|              | Lliga Comunista Revolucionària (LCR)                                  | 1.861     | 0,06       | 0          | -         | -          | -          |
|              | Partit Comunista d'Espanya (marxista-leninista) (PCE m-l)             | 1.834     | 0,06       | 0          | -         | -          | -          |
|              | Partit Espanyol Demòcrata (PED)                                       | 1.110     | 0,04       | 0          | -         | -          | -          |

| CiU | PSC-PSOE | AP-PDP-UL | PSUC | ERC |
| Barcelona 1. Jordi Pujol i Soley 2. Miquel Coll i Alentorn 3. Macià Alavedra i Moner 4. Josep Maria Cullell i Nadal 5. Francesc Xavier Bigatà i Ribé 6. Josep Laporte i Salas 7. Joan Guitart i Agell 8. Agustí M. Bassols i Parés 9. Antoni Subirà i Claus 10. Pere Pi-Sunyer i Bayo 11. Jaume Camps i Rovira 12. Joaquim Pibernat i Lleyxà 13. Ramon Camp i Batalla 14. Pere Parera i Cartró 15. Joan Colomines i Puig 16. Ferran Pont i Puntigam 17. Alfred Albiol i Paps 18. Flora Sanabra i Villarroya 19. Raimon Escudé i Pladellorens 20. Ferran Camps Vallejo 21. Ramon Pla Nadal 22. Simeó Selga i Ubach 23. Joan M. Vallvé i Ribera 24. Antoni Dalmau i Jové 25. Josep Muntal i Julià 26. Enric Castellnou i Alberch 27. Enric Renau i Folch 28. Pere Carbonell i Fita 29. Josep M. Coll Majó 30. Francesc Codina i Castillo 31. Carles Viñas i Serra 32. Ignasi Joaniquet i Sirvent 33. Maria del Carme Servitje i Mauri 34. Enric Ticó i Buxadós 35. Esteve Orriols i Sendra 36. Eugeni-Jesús Pérez-Moreno i Pallarés 37. Ramon Coma i Casellas 38. Robert Ramírez i Balcells 39. Joan Aymerich i Aroca 40. Domènec Sesmilo i Rius 41. Jaume Vila i Fontcuberta Girona 1. Arcadi Calzada i Salavedra 2. Concepció Ferrer i Casals 3. Pompeu Pascual i Busquets 4. Ricard Masó i Llunes 5. Jordi Martínez Planas 6. Trinitat Neras Plaja 7. Josep Moliner i Florensa 8. Josep Oriol Suñer i Carbó 9. Josep Montalat i Cufí 10. Frederic Martínez i Ibáñez 11. Pere Casals i Lezcano Lleida 1. Maria Rubiés i Garrofé 2. Jaume Manuel Oronich i Miravet 3. Josep Borràs i Gené 4. Francesc Guasch i Fernández 5. Miquel Montaña i Carrera 6. Josep Maria Graells i Forcada 7. Jaume Aligué i Escudé 8. Francesc Xavier Bada i Amatller 9. Pilar Busquets i Medan 10. Isidre Gavín i Valls Tarragona 1. Josep Sendra i Navarro 2. Joan Josep Martí i Ferré 3. Enric Vendrell i Duran 4. Joan Descals i Esquius 5. Enric Cardús i Llevat 6. Vicenç de Paul González i Castells 7. Joan Josep Grau i Folch 8. Joan Antoni Mur i Borràs 9. Miquel Àngel Marimon i Fort 10. Francesc Vernet i Mateu | Barcelona 1. Josep Maria Obiols i Germà 2. Lluís Armet i Coma 3. Justo Domínguez de la Fuente 4. Isidre Molas i Batllori 5. Josep Maria Bricall i Masip 6. Marta Ángela Mata i Garriga 7. Joan Casanellas i Ibars 8. Josep Maria Sala i Griso 9. Higini Clotas i Cierco 10. Esteve Tomàs i Torrens 11. Joan Cornudella i Barberà 12. Jordi Parpal i Marfà 13. Felip Lorda Alaiz 14. Francesc Casares Potau 15. Luis Andrés García Sáez 16. Antoni Santiburcio i Moreno 17. Rosa M. Barenys Martorell 18. Ramón Fernández Jurado 19. Xavier Guitart i Domènech 20. Carlos Cigarrán Rodil 21. Florencio Gil Pachón 22. Santiago Riera i Olivé 23. Xavier Soto i Cortés 24. Romà Planas i Miró 25. Joan Oliart i Pons 26. Pilar Ferran Hernández 27. Fca. África Dolores Lorente Castillo 28. José Eduardo González Navas 29. Joan Codina i Torres Girona 1. Emili Pallach i Carolà 2. Joaquim Nadal i Farreras 3. Daniel Terradellas Redon 4. Manuel Nadal i Farreras Lleida 1. Pere Ayguadé i Ayguadé 2. Antoni Siurana i Zaragoza 3. Joan M. Ganyet i Solé Tarragona 1. Joan Maria Abelló i Alfonso 2. Ramon Aleu i Jornet 3. Martí Carnicer i Vidal 4. Dionisi Garcia i Guillamon 5. Laureà Pérez Ciudad | Barcelona 1. Eduard Bueno Ferrer 2. Jorge Fernández Díaz 3. Domènec Romera Alcázar 4. Joan Josep Folchi i Bonafonte 5. Simón Pujol i Folcrà 6. Josep Maria Santacreu Marginet 7. Xavier Garriga i Jové Girona 1. Jaume Veray Batlle Lleida 1. Víctor Manuel Colomé i Farré Tarragona 1. Jordi Peris i Musso 2. Emilio Casals Parral | Barcelona 1. Antoni Gutiérrez Díaz 2. Rafael Ribó i Massó 3. Cipriano García Sánchez 4. Ramon Espasa i Oliver 5. Eulàlia Vintró i Castells Tarragona 1. Maties Vives March | Barcelona 1. Heribert Barrera i Costa 2. Joan Hortalà i Arau 3. Albert Alay i Serret Girona 1. Marçal Casanovas i Guerri Lleida 1. Víctor Torres i Perenya |

### Investidura del president
| Primera Volta Majoria Absoluta (68 diputats) Requerida |                |    |    |    |   |   |       |
| Candidat: Jordi Pujol i Soley                          | Grups Polítics |    |    |    |   |   | TOTAL |
| Candidat: Jordi Pujol i Soley                          | Sí             | 72 |    | 11 |   | 4 | 87    |
| Candidat: Jordi Pujol i Soley                          | No             |    | 38 |    | 6 |   | 44    |
| Candidat: Jordi Pujol i Soley                          | Abstencions    |    |    |    |   |   | 0     |
| Candidat: Jordi Pujol i Soley                          | Absències      |    | 3  |    |   | 1 | 4     |